# Complejo simplicial

Un ejemplo de complejo simplicial. Este consiste en 17 puntos (0-símplices), 22 aristas (1-símplices), 8 triángulos (2-símplices) y 1 tetraedro (3-símplice).

En la matemática, un complejo simplicial es un tipo particular de espacio topológico construido mediante el pegado de puntos, segmentos de línea, triángulos, tetraedros y demás análogos de dimensiones superiores. Este concepto no debe ser confundido con la noción abstracta de conjunto simplicial que surge en la moderna teoría simplicial homotópica

## Ejemplo
Sean {\displaystyle p_{0},\ldots ,p_{k}\in \mathbb {R} ^{n}} con {\displaystyle k\geq 1} que están en posición general, la envolvente convexa del conjunto {\displaystyle \{p_{0},\ldots ,p_{k}\}} se llama k-símplice de {\displaystyle \mathbb {R} ^{n}} y se denota {\displaystyle \langle p_{0},\ldots ,p_{k}\rangle }. Se prueba sin dificultad que:
{\displaystyle \langle p_{0},\cdots ,p_{k}\rangle =\{a\in \mathbb {R} ^{n}\ |\ a=\sum _{i=1}^{k}\lambda _{i}p_{i}\}}
con {\displaystyle \sum _{i=0}^{k}\lambda _{i}=1} y {\displaystyle \lambda _{i}\geq 0} para todas las i.
Los {\displaystyle \lambda _{i}\,} de la representación anterior se llaman coordenadas baricéntricas del punto {\displaystyle a\,}. Si tomamos {\displaystyle \{p_{i_{1}},\ldots ,p_{i_{r}}\}\subseteq \{p_{0},\ldots ,p_{k}\}}, se dice que el r-símplice {\displaystyle \langle p_{i_{1}},\cdots ,p_{i_{r}}\rangle } es una cara de {\displaystyle \langle p_{0},\cdots ,p_{k}\rangle }.
Observe que un 0-símplice es un punto, un 1-símplice es un segmento, un 2-símplice es un triángulo y un 3-símplice es un tetraedro.

## Caracterización
Un complejo simplicial (finito) es un conjunto finito de {\displaystyle K\,}- símplices de {\displaystyle \mathbb {R} ^{n}} que cumple las dos condiciones siguientes:
1. Si un símplice pertenece a {\displaystyle K\,}, entonces todas sus caras pertenecen a {\displaystyle K\,}.
2. Si dos símplices de {\displaystyle K\,} se cortan, su intersección es una cara común.